# ایزابلا لینتون
ایزابلا لینتون (به انگلیسی: Isabella Linton) یک شخصیت داستانی در رمان بلندی‌های بادگیر اثر امیلی برونته در سال ۱۸۴۷ است.
 او خواهر ادگار لینتون و همسر هیت‌کلیف است.